# Estação Greenwood
Greenwood é uma estação do metrô de Toronto, localizada na linha Bloor-Danforth. Localiza-se no cruzamento da Danforth Avenue com a Greenwood Avenue. Greenwood possui um terminal de ônibus integrado, que atende a uma linha de superfície do Toronto Transit Commission. O nome da estação provém da Greenwood Avenue, a principal rua norte-sul servida pela estação. Greenwood possui um terminal de estacionamento de trens e um terminal de manutenção, que atende trens da linha Bloor-Danforth, bem como trens do Scarborough RT, quando estes precisam de maior manutenção (reparos simples são realizados no centro de manutenção da estação McCowan.